# Donato Morelli
Donato Carlo Alessandro Morelli (Scala Coeli, 10 aprile 1824 – Rogliano, 9 ottobre 1902) è stato un patriota e politico italiano.
Fu senatore del Regno d'Italia nella XVI legislatura.

## Biografia
Partecipò all'insurrezione calabrese del 1848. Prese parte alle cospirazioni liberali del Regno delle Due Sicilie. Durante l'impresa dei Mille (1860) fu nominato da Giuseppe Garibaldi a Rogliano (Cosenza) Governatore della Calabria Citeriore il 31 agosto del 1860. Contribuì alla resa a Soveria Mannelli delle truppe dell'esercito borbonico (composto da 10 000 unità) comandate dal generale Giuseppe Ghio (30 agosto 1860). Fu deputato al Parlamento di Torino, Firenze e Roma ininterrottamente dal 1861 al 1886. Il 26 gennaio del 1889 fu nominato Senatore su proposta del Ministro Miceli. La nomina venne convalidata il 31 gennaio dello stesso anno. A più riprese fu anche sindaco di Rogliano (Cosenza).